# Keith Powers
Keith Tyree Powers, noto semplicemente come Keith Powers (Sacramento, 22 agosto 1992), è un attore e modello statunitense.

## Filmografia

### Cinema
- House Party - La grande festa (House Party: Tonight's the Night), regia di Darin Scott (2013)
- Straight Outta Compton, regia di F. Gary Gray (2015)
- Prima di domani (Before I Fall), regia di Ry Russo-Young (2017)
- La guerra di domani (The Tomorrow War) regia di Chris McKay (2021)
- The Perfect Find - Tutto è davvero possibile, regia di Numa Perrier (2023)
- Uglies, regia di McG (2024)

### Televisione
- Pretty Little Liars – serie TV, episodio 4x05 (2013)
- Faking It - Più che amiche (Faking It) – serie TV, 16 episodi (2014–2015)
- Fear the Walking Dead – serie TV, episodio 1x01 (2015)
- Recovery Road – serie TV, episodi 1x01–1x02–1x04–1x07 (2016)
- Famous in Love – serie TV, 20 episodi (2017–2018)
- What/If – serie TV, 10 episodi (2019)

## Doppiatori italiani
Nelle versioni in italiano delle opere in cui ha recitato, Keith Powers è stato doppiato da:
- Gianluca Cortesi in Straight Outta Compton
- Manuel Meli in Famous in Love
- Alessandro Campaiola in La guerra di domani
- Paolo De Santis in Faking It - Più che amiche
- Luca Mannocci in What/If
- Flavio Aquilone in The Perfect Find - Tutto è davvero possibile
- Francesco Valeri in Uglies

Da doppiatore è stato sostituito da:
- Gianandrea Muià in Spider-Man: Miles Morales